# Ante Rudinski
Mr. Ante Rudinski (Subotica, 19. kolovoza 1948.) je poznati subotički arhitekt. Diplomirani je inženjer arhitekture. Jedan je od najuglednijih stručnjaka na sjeveru Bačke, porijeklom je bački Hrvat. Projektirao je crkvu sv. Križa u Mirgešu.
Gimnaziju je pohađao u Subotici. Upisao je Arhitektonski fakultet u Beogradu na kojem je diplomirao 1974. godine. Radio je kao keramičar dekorater, dizajner namještaja i urbanist. U znanstvenu je literaturu uveo pojam panonska kuća. 1980-ih je radio u subotičkom međuopćinskom Zavodu za zaštitu spomenika kulture (od 16. lipnja 1983. do 31. svibnja 1994.). Za njegova je ravnateljstva tim zavodom 11. rujna 1991. nakon devet mjeseci neprekidnih radova završena rekonstrukciju Velike vijećnice u Gradskoj kući. U razdoblju njegova rada u zavodu usvojen je njegov koncept formiranja zaštićene zone centra grada i njegova pretvaranja u pješačku zonu te urbanističke zaštite urbanih poteza ul. Braće Radića i Somborskog puta, središnjeg groblja. 1984. je magistrirao u Beogradu na temu Arhitektonsko-urbanistički razvoj Subotice do početka XX. stoljeća kod mentora prof. Danka Radovića. Radio je kao konzervator-restaurator. Radio je na konzervaciji-restauraciji Velike vijećnice Stare gradske kuće. 1990-ih je radio na regulacijskom urbanističkom planu vikendaškog naselja Palić.
2013. se uključio u akciju obnove propalih i srušenih križeva krajputaša na sjeveru Bačke. Ilustrirao je postaje u molitveniku pisan ikavicom bunjevačkih Hrvata, a iz čije će se prodaje sufinancirati obnova tih križeva.

## Vanjske poveznice
- (srpski) Antin gradopis  Arhivirana inačica izvorne stranice od 21. studenoga 2011. (Wayback Machine)